# Островский, Геннадий Ромович
Генна́дий Ро́мович Остро́вский (род. 1960) — российский кинорежиссёр, сценарист, продюсер, саксофонист.

## Биография
Родился 9 марта 1960 года в Бердичеве Житомирской области Украинской ССР. В 1988 году окончил эстрадно-джазовое отделение Ростовской государственной консерватории по классу саксофона (педагог Е. Гнездилов), в 1992 года — сценарное отделение Высших курсов сценаристов и режиссёров (ВКСР) (мастерская Семёна Лунгина, Людмилы Голубкиной).
Жена — кинорежиссёр и сценарист Алиса Хмельницкая.

## Общественная позиция
В марте 2014 года подписал письмо «Мы с вами!» «КиноСоюза» в поддержку Украины.

## Фильмография
1. 1991 — Еврейское счастье (среднеметражный, СССР), автор сценария;
2. 1991 — Этюды о любви (документальный, сериал, СССР), автор сценария совм. с В. Манским, Н. Халецкой;
3. 1993 — Русский регтайм (Россия), автор сценария;
4. 1994 — Этюды о любви. Часть 2 (документальный, Россия), автор сценария;
5. 1995 — Этюды о любви. Часть 3 (документальный, Россия), автор сценария;
6. 1998 — Сочинение ко Дню Победы (Россия), автор сценария совм. с А. Зерновым;
7. 1998 — Стрингер (Великобритания/Польша), автор сценария совм. с П. Павликовски;
8. 2001 — Ботинки из Америки (Германия/Россия/Украина), автор сценария совм. с А. Яхнисом, С. Василенко, Д. Сеидовой;
9. 2001 — Механическая сюита (Россия), автор сценария;
10. 2002 — По имени Барон (Россия), 12-серийный художественный фильм, автор литературной основы, автор сценария совм. с И. Агеевым (в титрах под псевд. Рома Медведь);
11. 2002 — В движении (Россия), автор сценария;
12. 2002 — Любовник (Россия), автор сценария;
13. 2004 — Мой сводный брат Франкенштейн (Россия), автор сценария;
14. 2005 — Бедные родственники (Россия/Франция), автор сценария;
15. 2005 — Солдатский декамерон (Россия), автор сценария;
16. 2005 — Убойная сила (Россия), телесериал, 6-й сезон, фильм «Мыс Доброй Надежды», автор сценария совм. с А. Кивиновым и О. Дудинцевым;
17. 2007 — Внук Гагарина (Россия), продюсер совм. с Р. Дишдишяном, Б. Худойназаровым.
18. 2008 — Беляев, сценарист, фильм не был завершён
19. 2008 — Тюльпан (Россия, Казахстан, Германия, Швейцария, Польша), автор сценария совместно с Сергеем Дворцевым[2]
20. 2011 — Капитаны (телевизионный, СТС, Россия), режиссёр, автор сценария, композитор.
21. 2012 — Марафон, автор сценария, при участии И. Пивоваровой и С. Калужанова;
22. 2013 — Пельмени, режиссёр, автор сценария;
23. 2018 — Айка, автор сценария совместно с Сергеем Дворцевым;
24. 2018 — Варгазея, автор сценария (не был завершен);
25. 2020 — Волк, 14 серий, автор сценария и режиссёр-постановщик (по роману А. Терехова «Каменный мост»);
26. 2023 — Праведник, автор сценария.

## Награды
1. 1993 — Конкурс сценариев и синопсисов «Надежда» (Первый приз, за сценарий «Мягкий князь»);
2. 1994 — Премия мэрии Москвы (фильм «Русский регтайм»);
3. 1994 — Российско-германский конкурс сценариев (Премия им. Эйзенштейна, за сценарий «Барон»);
4. 1997 — Конкурс сценариев «На берегах пленительных Невы» (Первая премия за лучший сценарий, фильм «Солдатский декамерон»);
5. 2002 — Сан-Себастьянский кинофестиваль (Приз за лучший сценарий, фильм «Любовник»);
6. 2004 — Премия «Золотой Овен» (За лучший сценарий, фильм «Бедные родственники»);
7. 2005 — Кинотавр в Сочи (Приз за лучший сценарий, фильм «Бедные родственники»).
8. 2020 — Премия «Ника» за творческие достижения в искусстве телевизионного кинематографа (лауреат, за телесериал «Волк»).

## Интересные факты
- Геннадий Островский несколько раз играл камео в своих проектах. Так, в фильме «В движении» он появился в роли официанта, а в сериале «Волк» — в роли нотариуса.